# Uhlířský důl
Uhlířský důl je údolí v jižní části Orlických hor. Jméno získal díky pálení dřevěného uhlí.

## Poloha
Dno dolu klesá ve směru východ – západ. Jeho svahy jsou velmi prudké. Ze severu ho svírají úbočí Boudy a Vysokého kamene, z jihu pak úbočí hřebene Jedliny. Mísa na východním konci je uzavřena hřebenem spojujícím Boudu s Bradlem. Na západním konci důl končí nad obcí Těchonín. Celý Uhelný důl se nachází na území přírodního parku Suchý vrch – Buková hora. Délka dolu je asi 3 kilometry.

## Geomorfologické zařazení
Uhlířský důl se rozkládá v geomorfologickém celku Orlické hory, podcelku Bukovohorská hornatina, okrsku Orličský hřbet a podcelku Suchovršský hřbet.

## Vodstvo
Osou Uhlířského dolu protéká Těchonínský potok. Pramení v jeho horní části a teče ve směru východ – západ do obce Těchonín, kde se vlévá do Tiché Orlice. V prostoru dolu nemá potok žádný významný přirozený přítok. V horní části dolu se do něj zprava vlévá uměle vytvořená asi 300 metrů dlouhá vodoteč vyvěrající pod vchodovým objektem dělostřelecké tvrze Bouda. Vodoteč vznikla svedením podzemních pramenů objevených při ražbě podzemí tvrze do kanalizace a jejím vyvedením před vchodový objekt.

## Vegetace
Celý Uhlířský důl je až na několik nevelkých pasek na úbočích zalesněn. Ve výše položené východní části dominují smrčiny, v níže položené západní části se zvyšuje poměr listnatých dřevin, z nich zejména Buk lesní.

## Komunikace a turistické trasy

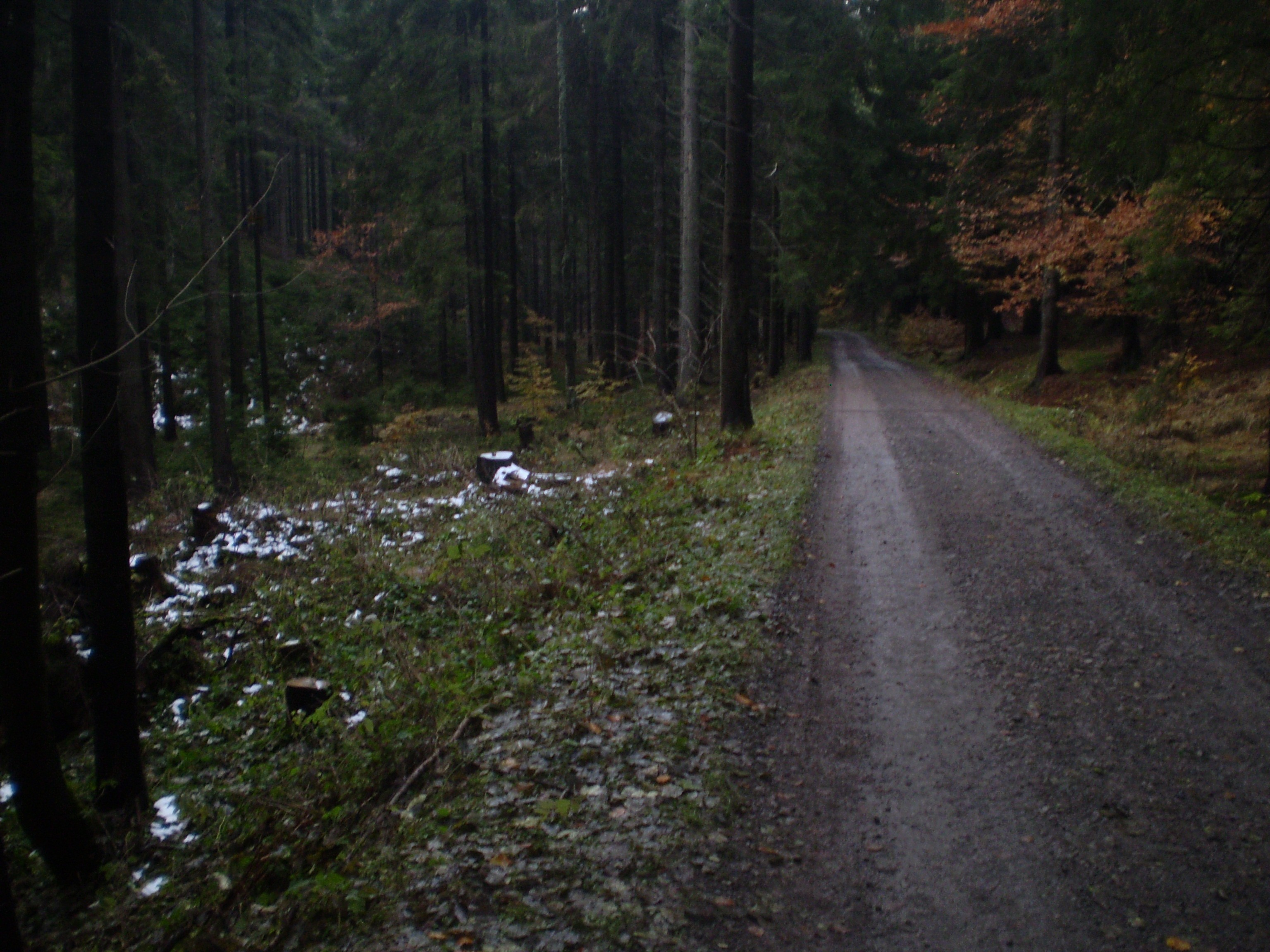
Pevnostní silnice vedoucí Uhlířským dolem

Po dně údolí v jeho spodních více než dvou třetinách délky vede z Těchonína pevnostní silnice vybudovaná v druhé polovině třicátých let – tzv. Bunkrovka. Poté, co opouští dno údolí stoupá po jeho severním svahu ke vchodovému objektu dělostřelecké tvrze Bouda, k jejímuž zásobování měla původně sloužit. Dnes je využívána jako lesní cesta a též po ní vede zeleně značená pěší turistická trasa z Těchonína na tvrz Bouda. Jediná jiná významnější lesní cesta z ní odbočuje v horní třetině dolu a stoupá po jižním svahu do masívu Jedliny. Krátké svážnicové cesty sjízdné jen za pomoci lesní techniky spojují pevnostní silnici s několika pasekami severním úbočí. Cesta podobného charakteru pokračuje i po dně dolu z místa, kde jej pevnostní silnice při svém stoupání k vchodovému objektu tvrze Bouda opouští. Je ovšem slepá a v lesním masívu postupně zaniká.

## Stavby
Výše zmíněná dělostřelecká tvrz Bouda vybudovaná v rámci československého opevnění se nenachází přímo v Uhlířském dole, ale spíše v severním svahu nad ním. V samotném dole lze nalézt jen jediný seník v blízkosti odbočné lesní cesty na Jedlinu a turistický přístřešek u zelené turistické značky.